# Югорськ
Юго́рськ (рос. Югорск) — місто у складі Ханти-Мансійського автономного округу Тюменської області, Росія. Адміністративний центр та єдиний населений пункт Югорського міського округу.
Населення — 37411 осіб (2018, 34067 у 2010, 30285 у 2002).

## Географія
Югорськ прирівняно до районів Крайньої Півночі.
- Середньорічна температура повітря — −0,7 ° C
- Відносна вологість повітря — 74,7 %
- Середня швидкість вітру — 3,1 м/с

| Клімат {{{location}}} | Клімат {{{location}}} | Клімат {{{location}}} | Клімат {{{location}}} | Клімат {{{location}}} | Клімат {{{location}}} | Клімат {{{location}}} | Клімат {{{location}}} | Клімат {{{location}}} | Клімат {{{location}}} | Клімат {{{location}}} | Клімат {{{location}}} | Клімат {{{location}}} | Клімат {{{location}}} |
| Показник | Січ.                  | Лют.                  | Бер.                  | Квіт.                 | Трав.                 | Черв.                 | Лип.                  | Серп.                 | Вер.                  | Жовт.                 | Лист.                 | Груд.                 | Рік                   |
| Середня температура, °C | −16,5                 | −15,1                 | −8,1                  | −2                    | 6,7                   | 14,5                  | 17,5                  | 13,4                  | 7,0                   | −0,4                  | −10,9                 | −15,1                 | −0,7                  |
| --- | --------------------- | --------------------- | --------------------- | --------------------- | --------------------- | --------------------- | --------------------- | --------------------- | --------------------- | --------------------- | --------------------- | --------------------- | --------------------- |
| Джерело: NASA. База даних RETScreen<Для перегляду кліматичних даних необхідно встановити програмні засоби RETScreen, увійти в RETScreen та відкрити базу кліматичних даних--> |                       |                       |                       |                       |                       |                       |                       |                       |                       |                       |                       |                       |                       |

## Історія
1962 року при будівництві залізниці Івдель — Об було засновано селище Комсомольський (спочатку станція Геологічна), створений ліспромгосп. 1992 року селище отримало статус міста і було перейменоване в Югорськ. Назва міста походить від офіційного найменування округу — Югра.
1996 року до складу міста включено селище Мансійський та поселення військового гарнізону Комсомольський-2 (останнім часом Югорськ-2).

## Економіка
Містоутворююче підприємство — ТОВ «Газпром Трансгаз Югорськ», один з найбільших транспортерів газу в Росії.

## Соціальна сфера
У місті розташовано 6 середніх загальноосвітніх шкіл, навчально-виробничий комбінат, школа мистецтв, дитяча художня школа, політехнічний коледж. Є філії Уральського університету економіки та права, Уральського державного лісотехнічного університету, Уральського федерального університету імені першого Президента Росії Б. М. Єльцина.
Щорічно в першу суботу вересня відзначається день міста. Головним заходом свята є Югорський карнавал.

## Спорт
На спортивній карті Росії місто представлено футзальним клубом «Газпром-Югра», виступаючим в Суперлізі. Югорськ є найменшим за чисельністю населення містом, представленим в Суперлізі, при цьому Югорська команда є багаторазовим призером чемпіонату, і в її складі грають гравці кількох національних збірних.